# Politique en Corée du Sud
La Corée du Sud est une république qui compte neuf provinces et six villes à administration autonome (Séoul, Busan, Incheon, Daegu, Gwangju, et Daejeon).

## Les anciens présidents élus
- Rhee Syng-man (Yi Sung-man) (1948 – 1960)
- Yun Po-sun (août 1960 – mai 1961)
- Park Chung-hee (1963 – 26 octobre 1979)
- Choi Kyu-hah (27 octobre 1979 – août 1980)
- Chun Doo-hwan (août 1980 – février 1988)
- Roh Tae-woo (février 1988 – 25 février 1993)
- Kim Young-sam (février 1993 – février 1998)
- Kim Dae-jung (février 1998 – février 2003)
- Roh Moo-hyun (février 2003 – février 2008)
- Lee Myung-bak (février 2008 – février 2013)
- Park Geun-hye (février 2013 – 9 décembre 2016)
- Moon Jae-in (mai 2017 – mai 2022)

## Partis politiques
La vie politique est basée essentiellement sur deux grands mouvements, un parti conservateur et un parti de centre-gauche. À la suite de fréquentes scissions et fusions, leurs noms ont changé régulièrement. Ainsi, pour les législatives de 2012, le grand parti national se rebaptise en parti Saenuri tandis que les démocrates sont réunis sous la bannière du parti démocrate unifié depuis la fin de 2011. La Nouvelle alliance politique pour la démocratie succède au PDU, devenu parti démocrate, en 2014. Le Parti communiste est interdit au nom de la Loi de sécurité nationale, considérée par ses opposants comme attentatoire aux libertés publiques.

## Le système politique
Selon la Constitution de la Corée du Sud, le chef d'État de la république de Corée est le président de la République, qui est élu par scrutin direct pour un mandat de cinq ans non renouvelable. Premier représentant de la République et chef des armées, le président dispose en outre d'un pouvoir exécutif considérable ; il nomme le Premier ministre avec l'approbation du Parlement. Il préside et nomme également le Conseil d'État.
La Corée du Sud est dotée d'un parlement unicaméral, l'Assemblée nationale, composée de 300 sièges pourvus pour quatre ans selon un système mixte dont le mode de décompte a évolué plusieurs fois.  Par exemple, en 2020, deux tiers des 47 sièges attribués selon un mode proportionnel passent d'un système mixte parallèle à un système par compensation, qui attribue des sièges aux partis n'en ayant pas obtenus au scrutin majoritaire, dans le but théorique de réduire le poids des gros partis.  Cependant, les deux partis dominants ont contourné l’intention affichée de la réforme en créant des partis satellite, ce qui a conduit à une nouvelle réforme pour le scrutin de 2024.
L'instance judiciaire la plus élevée est la Cour suprême, dont les juges sont nommés par le président avec le consentement du Parlement.
Le 9 mars 2022, Yoon Suk-yeol a été élu président de la république de Corée du Sud, lors de la vingtième élection présidentielle avec 48,56 % des voix face à son adversaire Lee Jae-myung. Il a pris ses fonctions le 10 mai 2022.

## Droit de vote
Le suffrage est universel, direct et secret.
Toutefois, les citoyens coréens vivant à l'étranger — leur nombre est estimé à 2,7 millions — ne disposaient pas du droit de vote avant 2007. Cette mesure, instaurée par le régime militaire du général Park Chung-hee en 1972, a été jugée anticonstitutionnelle par la Cour constitutionnelle le 28 juin 2007. La Commission nationale électorale a ainsi demandé qu'une loi rétablisse les droits civiques des Coréens vivant outre-mer, afin notamment qu'ils puissent participer à l'élection présidentielle sud-coréenne prévue le 19 décembre 2007.
Lors de l'élection présidentielle de 2013, les Coréens vivant à l'étranger ont pu voter en se rendant à l'ambassade coréenne de leur pays d'accueil.

## Historique

### L'affaire de la destitution de mars 2004
Le parlement sud-coréen avait adopté, le 12 mars 2004, une motion sans précédent qui suspendait de ses fonctions le président Roh Moo-hyun et plongeait le pays dans un vide institutionnel.
Cette destitution, votée par une assemblée sortante dominée par le GNP (alors promis, selon les sondages, à une défaite électorale) avait été votée par 193 voix contre 2 et 47 boycotts, bien au-delà donc de la majorité des deux tiers exigée par la Constitution coréenne. Cette destitution, assortie d'une suspension immédiate, fut une première dans l'histoire du pays. Le premier ministre Goh Kun s'était vu confier l'intérim.
Les boycotts étaient du fait des quarante-sept fidèles du président Roh Moo-hyun réunis au sein du parti URI, qui avaient qualifié cette procédure de « théâtre de Guignol » et de « mauvaise farce » pour une « peccadille électorale. » Le président avait apporté en février 2004 son soutien au parti URI (pour les élections d'avril), ce qui, en Corée du Sud, est une infraction au code électoral.
Dès l'annonce de la destitution, dix mille partisans du président déchu s'étaient rassemblés dans la nuit près de l'Assemblée nationale sud-coréenne, protégée par la police anti-émeute. Dès le lendemain les marchés financiers sud-coréens réagissaient vivement et la monnaie nationale, le won, perdait 4 % de sa valeur.
Politiquement, l'opposition conservatrice constituée par le Grand parti national (145 députés) n'avait pas conduit le procès du président, mais s'était livrée à une embuscade politico-constitutionnelle, profitant du fait qu'elle était encore majoritaire pour un mois, pour s'allier avec le centristes du Parti démocratique (62 sièges), afin de mettre en difficulté le président, sous le prétexte qu'il avait été partisan en exprimant ses sentiments de sympathie pour le parti URI.
Le président Roh Moo-hyun, politiquement de centre-gauche, avait été élu en février 2003, grâce à une alliance avec le Parti démocratique. Mais, depuis son arrivée au pouvoir, la cote de popularité du président s'était effondrée et était passée au-dessous de 30 %. Des affaires de scandales financiers, liées au financement illégal des partis politiques, avaient atteint directement le président à travers l'inculpation de plusieurs de ses proches collaborateurs.
Cependant, à l'encontre du but recherché par l'opposition conservatrice, les partisans du président déchu se sont mobilisés, et les élections législatives se sont transformées en plébiscite pour la restauration du président Roh Moo-hyun. Lors des élections du 15 avril 2004, le parti URI qui soutenait le président Roh Moo-hyun gagnait les élections législatives, et le 14 mai 2004, les neuf juges de la Cour constitutionnelle de Corée infirmaient cette destitution et rétablissaient le président dans tous ses pouvoirs.

### Tensions récentes avec les États-Unis
Les tensions avec les États-Unis proviennent du changement de politique internationale de ces derniers, et du regain de tension avec la Corée du Nord.
Les États-Unis ont en effet désigné la Corée du Nord comme un « État voyou », puis l'ont incluse dans l'« Axe du Mal », suscitant de très vives tensions non seulement avec ce pays, mais aussi chez les autres pays de la région, directement sous la menace des hypothétiques armes nucléaires nord-coréennes.
De plus, dans le cadre de la guerre contre le terrorisme, les États-Unis modifient la répartition de leurs troupes sur le globe, les rapprochant des zones considérées comme dangereuses, le plus souvent des zones peuplées de peuples de culture musulmane. À cela s'ajoutent les manifestations de la population sud-coréenne à la suite de crimes commis par des militaires américains dans le pays (viols, une enfant tuée par un véhicule militaire).
Les États-Unis ont donc projeté de fermer la plupart des bases, casernes, camps, terrains d'entraînement dont ils disposent en Corée du Sud, pour les rassembler en une base principale près de Séoul. Les États-Unis ont déjà quasiment déménagé leurs troupes de la DMZ, laissant les troupes sud-coréennes patrouiller. Pour les Américains, cela permet de réagir plus rapidement à une tentative d'invasion nord-coréenne, et de réduire les troupes stationnées en Corée. Cependant, le coût de ce déplacement est élevé (estimé à 4,9 milliards de dollars), et les États-Unis demandent au gouvernement sud-coréen d'assumer 95 % de ces frais (soit 4,7 milliards, d'après un document du Bureau du budget du Congrès américain), arguant qu'à cette occasion, la Corée récupérera de nombreux espaces auparavant indisponibles. Mais en Corée, cette demande est très mal reçue :
- car elle fait ressentir la présence américaine comme une occupation aux frais du pays occupé ;
- les espaces libérés par les troupes américaines sont dans des zones peu construites ;
- les espaces occupés par la nouvelle base sont au contraire très chers et dans une zone où les terrains à construire sont très rares, près de la capitale ;
- la diminution de la présence américaine est ressentie comme un désintérêt à l'égard de l'avenir de la Corée du Sud, que l'on cherche moins à protéger qu'au temps de la guerre froide.

### Scandale Choi Soon-sil et destitution de la présidente Park Geun-hye
Fin 2016, un scandale de corruption met en cause le rôle d'une amie proche de la présidente Park Geun-hye. Après une suspension des pouvoirs de la présidente par le Parlement, la Cour constitutionnelle confirme sa destitution le 10 mars 2017.

### Manipulations par les services de renseignement
Sous la présidence de Lee Myung-bak, les services de renseignement sud-coréens (NIS) ont orchestré des campagnes de manipulation de l'opinion publique. Des « ONG » dirigées par la NIS ont mené des campagnes médiatiques contre des adversaires du pouvoir ; dénoncé les « bus de l'espoir » (apparus pour soutenir un mouvement syndical en 2011), critiqué les propositions de repas scolaires gratuits et de soins médicaux gratuits et appelé à la dissolution du Parti démocratique du travail. En 2012, la NIS conduit une campagne de diffamations contre le candidat à l’élection présidentielle Moon Jae-in afin de détourner les électeurs vers la candidate conservatrice Park Geun-hye. En février 2015, l'ex-chef de la NIS est condamné à trois ans de prison pour son rôle dans ces manipulations.
Il est courant que le parquet et les services de renseignements établissent de faux dossiers afin de compromettre un adversaire politique.

### La tentative de mise en oeuvre de la loi martiale
Dans la nuit du mardi 3 au mercredi 4 décembre 2024, le président Yoon Suk Yeol proclame la loi martiale, au prétexte que la mesure est nécessaire à la protection du pays. Deux cents parlementaires retranchés dans le parlement assiègé par l'armée votent le retrait immédiat du texte et vote la destitution du président le 14 décembre 2024. Son remplaçant, président par interim, le premier ministre, Han Duck-soo, membre du PPP,  est à son tour destitué par le parlement avoir "activement participé à l'insurrection".  Pour avoir voulu imposer la loi martiale le 3 décembre, Yoon Suk Yeol est pénalement poursuivi pour "rébellion", crime passible de la peine de mort. La Cour constitutionnelle, dont plusieurs sièges restent vacants, doit valider ou invalider,  à la majorité des deux tiers, sa destitution dans les six mois. 
Au début de l'année 2025, l'intérim du pouvoir est assuré par le ministre des finances, Choi Sang-mok, qui nomme deux nouveaux juges à la Cour constitutionnelle, dont un seul poste reste désormais vacant.